# 阿爾米蘭特 (博卡斯德爾托羅省)
阿爾米蘭特（西班牙語：Almirante），是[[c，位於該國西北部，由博卡斯德爾托羅省負責管轄，面積95.4平方公里，海拔高度15米，2010年人口12,731，人口密度每平方公里133.45人。